# Акарија (Катанцаро)
Акарија (итал. Accaria) је насеље у Италији у округу Катанцаро, региону Калабрија.
Према процени из 2011. у насељу је живело 73 становника. Насеље се налази на надморској висини од 613 м.